# Críth Gablach
Críth Gablach [kʴrʴiːθ 'gavlax] („Der gegabelte/verzweigte Kauf“) ist der Name einer Sammlung von Rechtstexten in altirischer Sprache, die Anfang des 8. Jahrhunderts verfasst wurde. In einer Frage-Antwort-Form behandelt sie die einzelnen sozialen Positionen der irischen Gesellschaft und deren Rechte und Pflichten. Der Name „Gegabelter Kauf“ erklärt sich aus dem Rechtsgrundsatz, dass jeder Ire sich seinen Stand erkaufen könne, diese Stände aber in Unterabteilungen „gegabelt/verzweigt“ seien.
In der Idealform, die allerdings eher theoretisch war, ist die Gesellschaft in sieben Stufen eingeteilt, die jede für sich rechtlich bewertet wird. Wergeld (lóg n-enech), Größe des Hauses, Mindestbesitz an Vieh, Qualität der Kost, Fasten, Sitzordnung usw. sind genau vorgeschrieben. Der Wechsel in eine andere Position in der Gesellschaft ist ausdrücklich möglich, nach dem Rechtsgrundsatz „Der Mann ist besser als seine Geburt.“